# JungKwanJang Red Sparks Pro Volleyball Club
Il JungKwanJang Red Sparks Pro Volleyball Club (in coreano KGC인삼공사 프로배구단) è una società pallavolistica femminile sudcoreana, con sede a Daejeon e militante nel massimo campionato sudcoreano, la V-League; il club è di proprietà dell'azienda Korea Tobacco & Ginseng Corporation.

## Palmarès
- Campionato sudcoreano: 3

2005, 2009-10, 2011-12
- Coppa KOVO: 1

2008

## Rosa 2013-2014
| N° | Nome           | Ruolo | Data di nascita   | Nazionalità sportiva |
| -- | -------------- | ----- | ----------------- | -------------------- |
| -  | Lee Sung-hee   | All   | 25 settembre 1967 | Corea del Sud        |
| 1  | Joyce da Silva | O     | 13 giugno 1984    | Brasile              |
| 3  | Lee Jae-eun    | P     | 11 marzo 1987     | Corea del Sud        |
| 4  | Han Soo-ji     | P     | 1º febbraio 1989  | Corea del Sud        |
| 5  | Bak Sang-mi    | L     | 27 aprile 1994    | Corea del Sud        |
| 6  | Jang Young-eun | C     | 30 ottobre 1993   | Corea del Sud        |
| 7  | ?              | L     | 27 marzo 1995     | Corea del Sud        |
| 8  | Lim Myung-ok   | L     | 15 marzo 1986     | Corea del Sud        |
| 9  | Yi In-hui      | L     | 29 ottobre 1995   | Corea del Sud        |
| 10 | Choi Su-bin    | S     | 2 aprile 1994     | Corea del Sud        |
| 11 | Lee Yeon-ju    | S     | 1º marzo 1990     | Corea del Sud        |
| 12 | Baek Mok-hwa   | O     | 30 agosto 1989    | Corea del Sud        |
| 13 | Yu Mi-la       | C     | 13 aprile 1988    | Corea del Sud        |
| 14 | Lee Bo-lam     | C     | 8 agosto 1988     | Corea del Sud        |
| 15 | ?              | C     | 23 agosto 1994    | Corea del Sud        |
| 16 | Yi Bo-seon     | S     | 29 ottobre 1994   | Corea del Sud        |
| 17 | ?              | C     | ?                 | Corea del Sud        |

## Denominazioni precedenti
- 1988-1989: Korea Monopoly Corporation Volleyball Club (한국전매공사 배구단)
- 1989-2002: Korea Tobacco & Ginseng Corporation Volleyball Club (한국담배인삼공사 배구단)
- 2002-2005: KT&G Volleyball Club (KT&G 배구단)
- 2005-2010: KT&G Ariels Pro Volleyball Club (KT&G 아리엘즈 배구단)
- 2010-2023: KGC Ginseng Corporation Pro Volleyball Club (KGC인삼공사 프로배구단)